# Most na Adi
Most na Adi (srbsko: Мост на Ади / Most na Adi) ali most čez Savo je most s poševnimi zategami čez Savo v Beogradu v Srbiji. Most prečka rt otoka Ada Ciganlija, ki povezuje občini Čukarica in Novi Beogradi. Mostni pilon se nahaja na otoku, ki je bil ojačan z velikimi količinami betona in nekoliko razširjen, da so lahko zagotovili močnejše temelje. Gradnja se je začela leta 2008, most je bil odprt 1. januarja 2012. Navezovalne ceste so bila zaključene v letu 2013.

## Zgodovina
Leta 1923 je arhitekt Đorđe Kovaljevski ustvaril prvi ureditveni načrt območja, ki je predvideval most čez Ado Ciganlijo. Začetna ideja o tem, kar je danes znano kot Beograjska notranja obvoznica, katere pomemben del je most, je nastala v tistem času. Ta cesta je bila del številnih načrtov pod različnimi imeni, kot so Glavna obvoznica, Prečna cesta, Vzhodna tangencialna cesta, vsaka z nekoliko različno traso. Vsi načrti so imeli eno skupno točko: most na Adi Ciganliji. V zgodnjih načrtih je bil most postavljen bližje jezeru, medtem ko končni projekt postavi most na sam rt otoka zaradi ekološke zaščite jezera.

## Lokacija
Most na Adi je najbolj gorvodni beograjski most čez Savo v urbanem območju. Most je edina neposredna povezava med občinama Novi Beograd (Blokovi) in Čukarica (Banovo Brdo). Mostni pilon se nahaja na rtu otoka Ada Ciganlija.

## Oblikovanje
Natečaj za idejni projekt mostu je potekal leta 2004. Dvanajst podjetij je predložilo ponudbe, tudi zmagovalni projekt, ki ga je predložilo slovensko podjetje Ponting. Oblikovalca mostu sta bila gradbeni inženir Viktor Markelj in arhitekt Peter Gabrijelčič. Zmagovalno idejno zasnovo je žirija, ki ji je predsedoval Nikola Hajdin, predsednik Srbske akademije znanosti in umetnosti in arhitekt Novega železniškeha mostu, soglasno izbrala. Beograjsko združenje arhitektov je tudi podprlo projekt, in ga ocenilo kot sodoben in pomemben za prihodnjo silhueto Beograda.
Most je po zasnovi most s poševnimi zategami z enim pilonom ter ekscentrično postavljenimi poševnimi zategami. Glavni most ima dolžino 929 m ter širino 45 m. Temelj za pilon predstavlja 136 pilotov premera 150 cm, ki so na vrhu povezani z ovalno pilotno blazino. Glavni razpon je sestavljen iz 8.600 ton gradbenega jekla (razred S355J2 + N). Na poševnih zategah sta razpona 200 in 375 m, ter se nadaljujeta z neprekinjenim nosilcem z razponi od 70 do 108 m. Na mostu je 6 prometnih pasov za cesto, 2 tira za lahki metro, na obeh straneh je steza za pešce in kolesarje. Voziščna konstrukcija je sovprežna konstrukcija, sestavljena iz jeklenih nosilcev škatlastega prereza višine 4,5 m in širine 3,0 m, v katere so sidrane poševne zatege, nad tem je betonsko vozišče - tlačna plošča debeline 25 cm. Sestavni deli voziščne konstrukcije so bili izdelani na Kitajskem in dostavljeni v premičnih enotah po morju in rečni poti preko Rotterdama po kanalu  Ren-Majna-Donava na tovarniško montažno dvorišče tik ob gradbišču v Mali Ciganliji v Beogradu.  Pilon je visok 200 m, ima obliko stožca z okroglim prerezom na vrhu premera 4,0 m, pri temelju 16,0 m. Na višini 95 m se dve nogi združita v okrogel pilon prereza 9,5 m. Pilon je betonski in ima jekleno konico. Poševni zategi so postavljeni v obliki polpahljače. Sestavljene so iz kabelskih vrvi kvalitete 1770 MPa, premera 15,7 mm. Kabli, ki so uporabljeni za podporo mostu imajo največjo dolžino približno 373 m, skupaj je za kable uporabljeno 1280 ton jekla.
Most je zasnovan na mestu, ki bistveno zmanjšuje promet skozi središče mesta in na starejši most Gazela.

## Gradnja
Gradnja se je začela leta 2008 in končala leta 2011. Most je bil odprt za javni promet, 1. januarja 2012.

### Pogodbeniki
Direkcija za građevinsko zemljište i izgradnju Beograda je 17. marca 2008 izbrala konzorcij sestavljen iz: Porr AG iz Avstrije, SCT d.d. iz Slovenije in DSD iz Nemčije kot najugodnješega ponudnika na razpisu. Konzorcij  je imel več podizvajalcev: Leonhardt, Andrä und Partner iz Nemčije, China Railway Shanhaiguan Bridge Group iz Kitajske, Vorspann Technik iz Nemčije, BBR iz Švice, Fakulteta za rudarstvo in geologijo Univerze v Beogradu, Eusani-Hortmanns-Zahlten Ingenieurgesellschaft iz Nemčije, Ponting iz Slovenije, BBV iz Nemčije in Institut Kirilo Savić iz Beograda. Pristopne ceste na severu je projektiral Hidroprojekt - saobraćaj iz Beograda. pristopne ceste na južni strani Centar za puteve Vojvodine iz Novega Sada, Paštrovičevo ulico pa IM Projekt iz Beograda.
Pogodbo za vodjo projekta in inženirja je prejela Louis Berger Group. Njihova naloga je bila zagotoviti podporo mestu Beograd v vseh vidikih upravljanja projektnega cikla, vključno s pregledom projektiranja, pripravo dokumentacije za gradnjo, javno naročilo, nadzor in pogodbeno administracijo.

### Stroški
Most sam je stal 161 milijonov €. S priključnimi cestami in metro postajami so skupni stroški znašali 450 milijonov evrov.
Projekt so poleg naročnika sofinancirali Mestna občina Beograd, Evropska banka za obnovo in razvoj, Evropska investicijska banka in več zasebnih financerjev.

## V popularni kulturi
Most na Adi je bil prikazan v peti epizodi devete sezone na Discovery Channel dokumentarne televizijske serije Build To Bigger.